# Выборы в Думу Ханты-Мансийского автономного округа — Югры (2016)
Выборы депутатов Думы Ханты-Мансийского автономного округа — Югры шестого созыва состоялись в Ханты-Мансийском автономном округе — Югре 18 сентября 2016 года в единый день голосования, одновременно с выборами в Государственную думу РФ и выборами в Тюменскую областную думу. Выборы прошли по смешанной избирательной системе: из 38 депутатов 19 были избраны по партийным спискам (пропорциональная система), другие 19 — по одномандатным округам (мажоритарная система). Для попадания в думу по пропорциональной системе партиям необходимо преодолеть 5%-й барьер. Срок полномочий депутатов — пять лет.
На 1 июля 2016 года в автономном округе было зарегистрировано 1 128 147 избирателей. Явка составила 38,13 %.

## Ключевые даты
- 16 июня Дума Ханты-Мансийского автономного округа — Югры назначила выборы на 18 сентября 2016 года (единый день голосования).[2]
  - 17 июня постановление о назначении выборов было опубликовано в СМИ.[2]
- 23 июня Избирательная комиссия Ханты-Мансийского автономного округа — Югры утвердила календарный план мероприятий по подготовке и проведению выборов.[2]
- с 4 июля по 3 августа — период выдвижения и представления документов для регистрации кандидатов и списков.[2]
  - агитационный период начинается со дня выдвижения и заканчивается и прекращается за одни сутки до дня голосования.[2]
- с 20 августа по 16 сентября — период агитации в СМИ.[2]
- 17 сентября — день тишины.[2]
- 18 сентября — день голосования.

## Участники
5 политических партий получили право выдвинуть списки без сбора подписей избирателей:
- Единая Россия
- Коммунистическая партия Российской Федерации
- Справедливая Россия
- ЛДПР
- Яблоко

### Выборы по партийным спискам
По единому округу партии выдвигали списки кандидатов. Для регистрации выдвигаемого списка партиям требовалось собрать от 5641 до 6205 подписей (0,5 % от числа избирателей).
| 1 | Коммунистическая партия Российской Федерации | Алексей Савинцев • Иван Левченко                             | 19 | 52 | зарегистрирован            |
| 2 | Патриоты России                              | Владимир Зиновьев • Александр Ломакин • Андрей Венгерец      | 19 | 26 | зарегистрирован            |
| 3 | Коммунисты России                            | Александр Смирнов • Татьяна Ирдуганова • Вадим Абдуррахманов | 12 | 15 | регистрация отменена судом |
| 4 | Партия Роста                                 | Гарри Столяров                                               | 18 | 42 | зарегистрирован            |
| 5 | Справедливая Россия                          | Сергей Миронов • Михаил Сердюк • Денис Третьяков             | 19 | 44 | зарегистрирован            |
| 6 | ЛДПР                                         | Владимир Жириновский • Виктор Сысун • Евгений Марков         | 19 | 57 | зарегистрирован            |
| 7 | Единая Россия                                | Наталья Комарова • Борис Хохряков • Василий Филипенко        | 19 | 60 | зарегистрирован            |
| *Региональная группа соответствует одному одномандатному округу и должна включать от 1 до 3 кандидатов. Региональных групп должно быть от 10 до 19. |                                              |                                                              |    |    |                            |
| **Без учёта выбывших кандидатов. |                                              |                                                              |    |    |                            |

### Выборы по округам
По 19 одномандатным округам кандидаты выдвигались как партиями, так и путём самовыдвижения. Кандидатам требовалось собрать 3 % подписей от числа избирателей соответствующего одномандатного округа.
| Партия | Партия                                       | Кандидатов | Кандидатов       |
| Партия | Партия                                       | Выдвинуто  | Зарегистрировано |
| ------ | -------------------------------------------- | ---------- | ---------------- |
|        | Единая Россия                                | 19         | 18               |
|        | Коммунистическая партия Российской Федерации | 18         | 17               |
|        | ЛДПР                                         | 19         | 19               |
|        | Родина                                       | 1          | 0                |
|        | Справедливая Россия                          | 16         | 15               |
|        | «Яблоко» — Объединённые демократы            | 5          | 5                |
|        | Самовыдвижение                               | 16         | 3                |
| Всего  | Всего                                        | 94         | 77               |

## Результаты
| Место                      | Место                      | Партия                     | по единому округу | по единому округу | по единому округу | по одно- мандатным округам | всего         | всего   |
| Место                      | Место                      | Партия                     | Голоса            | %                 | Получено мест     | Получено мест              | Получено мест | %       |
| -------------------------- | -------------------------- | -------------------------- | ----------------- | ----------------- | ----------------- | -------------------------- | ------------- | ------- |
|                            | 1.                         | «Единая Россия»            | 205 570           | 46,87 %           | 11                | 17                         | 28            | 73,68 % |
|                            | 2.                         | ЛДПР                       | 110 930           | 25,29 %           | 5                 | 1                          | 6             | 15,79 % |
|                            | 3.                         | КПРФ                       | 50 505            | 11,51 %           | 2                 | 1                          | 3             | 7,89 %  |
|                            | 4.                         | «Справедливая Россия»      | 35 386            | 8,07 %            | 1                 | 0                          | 1             | 2,63 %  |
|                            |                            |                            |                   |                   |                   |                            |               |         |
|                            | 5.                         | Партия Роста               | 8477              | 1,93 %            | 0                 | —                          | 0             | 0 %     |
|                            | 6.                         | «Патриоты России»          | 6172              | 1,41 %            | 0                 | —                          | 0             | 0 %     |
|                            |                            | «Яблоко»                   | —                 | —                 | —                 | 0                          | 0             | 0 %     |
|                            |                            | Самовыдвижение             | —                 | —                 | —                 | 0                          | 0             | 0 %     |
| Недействительные бюллетени | Недействительные бюллетени | Недействительные бюллетени | 21 602            | 4,92 %            |                   |                            |               |         |
| Всего                      | Всего                      | Всего                      | 438 642           | 100 %             | 19                | 19                         | 38            | 100 %   |